# 20-й окремий мотопіхотний батальйон «Дніпропетровськ»
20-й окремий мотопіхотний батальйон (20 ОМПБ, в/ч А1759, пп В2231) — формування Збройних сил України, створене у травні 2014 року як добровольчий 20-й батальйон територіальної оборони «Дніпропетровськ» з мешканців Дніпропетровська та області.

## Створення
З 20 квітня по 8 травня 2014 року згідно з директивою Генерального штабу Збройних Сил України за сприяння Штабу національного захисту Дніпропетровської області був сформований 20-й БТрО. Батальйон увійшов в оперативне підпорядкування ОК «Схід» СВ Генштабу ЗСУ.

### Комплектування
Комплектування особовим складом першої роти було завершено на початку травня. Наприкінці травня батальйон був повністю укомплектований добровольцями-контрактниками. Фінансування батальйону здійснюється за рахунок Міноборони, бюджетних коштів Дніпропетровської ОДА і коштів, які надходять через благодійні фонди.

### Спорядження
Особовий склад при формуванні було озброєно легкою стрілецькою зброєю, ручними кулеметами і одноразовими гранатометами. 18 серпня батальйон отримав бронемашину БРДМ-2. На початку АТО в мас-медіа зазначалось, що особовий склад 20-го БТрО та інших батальйонів, у фінансуванні котрих бере участь Ігор Коломойський, підготовлений і оснащений краще, ніж військовослужбовці регулярних підрозділів української армії й підрозділів Національної гвардії.

## Діяльність
- На початку травня 2014-го батальйон був залучений до охорони громадського порядку в Дніпропетровську[13].

- 9 травня разом із батальйоном «Азов», бійці 20-го БТрО брали участь у штурмі МУ МВС міста Маріуполь[14][15]. Під час бойового зіткнення з проросійськими бойовиками загинули заступник командира батальйону підполковник Сергій Демиденко та солдат-кулеметник Олег Ейсмант[16].
- 30 травня батальйон МВС «Дніпро-1» і 20-й батальйон ТрО взяли під охорону залізничні станції Просяна, Слов'янка, Добропілля, Дачне, а також усі з/с, які межують із Донецькою областю[17].
- 1 серпня 2014 року 20-го БТрО, посилений двома танками, одною БМП-2, двома розрахунками ЗУ 23-2, мінометним взводом (2 справних міномети) зі складу 93 та 51 бригад, групою з 10 чол. з 3-го полку СпП та 40 чол. з «Правого сектора» і «Донбасу», звільнив практично без втрат місто Красногорівка, не припиняючи одночасно утримувати дугу Піски — Карлівка — Желанне Друге — Гостре — Максимільянівка.
- 3 серпня, за підтримки бронегрупи «Кинджала», що складалася з трьох БМП-2 та двох Т-64, була взята під контроль північна частина містечка Мар'янки, був знищений великий блокпост бойовиків на «Облавтодорі». Впродовж наступних днів підрозділи батальйону разом із силами «Азову» і частинами 51-ї бригади повністю звільнили населений пункт. Красногорівка і Мар'їнка надійно утримувалися підрозділами батальйону аж до ротації[18].
- 31 жовтня батальйон був виведений із зони АТО до рідного краю на відпочинок[19].
- 15 листопада 2014-го під час виконання бойового завдання в зоні проведення бойових дій загинув молодший сержант Верескун Денис Анатолійович[20].
- 20 грудня від важкої хвороби помер прапорщик Станіслав Корній.
- У січні 2015-го брав участь у боях на території Ясинуватського району, де зазнав найбільших втрат за весь час існування. 22 січня 2015 р. у бою за блокпост біля селища Красний Партизан загинули Колісник Андрій Володимирович, Сех Роман Миколайович, Саруханян Альберт Георгійович, Слісаренко Сергій Станіславович, а ще 9 українських вояків терористи полонили. Тіла загиблих з окупованої території вивіз капелан 20-го батальйону отче Дмитро (Поворотний). 27 січня загинув солдат Євген Кравчик.
- 3 лютого у боях за Авдіївку загинув солдат Сергій Токмаков.
- 20 травня 2015 р. під час нічного обстрілу з САУ російськими збройними формуваннями поблизу с. Кам'янка у Донецькій області загинув Височин Вадим Едуардович — снаряд влучив у бліндаж.
- З червня 2015 знов повернувся в міста Мар'їнка та Красногорівка.
- 22 червня 2015-го загинув під Мар'їнкою внаслідок обстрілу терористом-снайпером українських позицій молодший сержант Олег Брайченко.
- 25 липня року помер у зоні бойових дій при виконанні бойового завдання старший лейтенант Ігор Осикін.
- 26 липня 2015-го загинув на блокпосту поблизу міста Мар'їнка, рятуючи життя пораненого під час обстрілу терористами бойового товариша, загинув солдат Руслан Чайковський.
- Наприкінці січня 2016 батальйон здійснює заміну підрозділу бригади і приступає до виконання бойового завдання з оборони селища Піски. 17 лютого 2016 р. під час виконання завдання із розмінування території, у результаті підриву на міні загинули лейтенант Олексій Лисенко та лейтенант Дмитро Решетняк.
- 10.03.2016 батальйон у складі бригади виводиться в пункт постійної дислокації (селище Черкаське), де здійснюється звільнення військовослужбовців 4-ї хвилі мобілізації та поповнення особовим складом. Розпочато бойове злагодження підрозділів, яке з початку травня 2016 продовжилось на навчальному центрі Широкий Лан. У середині червня 2016, після проведення бригадних навчань, батальйон здійснює залізничне перевезення вже в Луганську область.
- Червень 2016 — липень 2017 — утримання оборони в районі Трьохізбенки, Кряківки.
- Січень — липень 2018 року — утримання оборони в районі південніше Гранітне, Чермалик вздовж водної перешкоди.
- Грудень 2018 — липень 2019 року; — утримання оборони Авдіївської промзони.
- За останні дві ротації батальйон не зазнав втрат. За час існування підрозділу проводилась активна робота з місцевим населенням через підтримку дитячих садків, шкіл, мешканців сіл, міст поблизу розташування батальйону.
- За час існування підрозділу багато військовослужбовців були відзначені державними нагородами та відомчими відзнаками: 39 орденів, з них 16 посмертно та 123 медалі.
- 1 жовтня 2018-го батальйон знову було переформатовано. При цьому він втратив статус окремого і став лінійним батальйоном 93-ї бригади «Холодний яр», в складі якого і по нинішній час виконує обов'язки по захисту територіальної цілісності України на Донбасі.

## Переформатування
У листопаді 2014 року реорганізований у 20-й окремий мотопіхотний батальйон 93-ї механізованої бригади.

## Командування
- (04.2014 — 04.2015) Рашевський Олександр Олександрович
- (04.2015 — 10.2016) Плахотник Сергій Петрович
- (10.2016 — по теперішній час) Римаренко Вадим Володимирович

## Інша інформація про 20 ОМПб
- 20 ОМПб пробув без ротацій 444 доби на передовій, довше за будь-який інший підрозділ ЗСУ.
- У м. Дніпро діє ГО «20 Легіон», створена демобілізованими ветеранами 20 ОМПб.
- У створенні бойового прапора підрозділу брав участь отче Дмитро (Поворотний).
- Одним із бійців батальйону (позивний Зидан) розроблений дизайн і запущена в серію формена футболка батальйону в польовому і вихідному варіанті.
- 10 квітня 2016 року, перебуваючи на ротації в Черкаському, 20-й батальйон відсвяткував свій дворічний ювілей. У святкових заходах, окрім особового складу, брали участь колишні вояки батальйону, волонтери та музичні колективи Тінь Сонця, Натоліч, TaRuta, Христина Панасюк.